# Головниця
Головни́ця — село, колишній центр Головницької сільської ради, у Рівненському району Рівненської області. Населення — 996 осіб станом на 2024 рік.

## Географія
Селом протікає річка Дубниця, ліва притока Корчика.

## Історія
Перша згадка — 1671 рік[джерело?].
У 1865 році відкрито сільське училище[джерело?].
У 1906 році село Корецької волості Новоград-Волинського повіту Волинської губернії. Відстань від повітового міста 32 верст. Дворів 164, мешканців 1195.

## Населення

### Мова
Розподіл населення за рідною мовою за даними перепису 2001 року:
| Мова            | Кількість | Відсоток |
| --------------- | --------- | -------- |
| українська      | 1210      | 99.34%   |
| російська       | 6         | 0.49%    |
| інші/не вказали | 2         | 0.17%    |
| Усього          | 1218      | 100%     |

## Цікавий факт
У книзі Олександра Цинкаловського «Стара Волинь і Волинське Полісся» про цей населений пункт зазначено: 
| | \| ГОЛОВНИЦЯ, с. Звягельського пов., Корецької вол., над річкою Дубницею. В кінці 19 ст. було там 144 дом. і 975 жит., церква дерев'яна з 1841 р. на місці, де була стара з початку 17 ст. Село положене при шосі Рівне-Новоград Вол. (Звягель). В 1577 р. належало до кн. Корецького, який платив з Г. від 40 дом. і 7 город. В половині 17 ст. належало до кн. Самуїла Корецького, який платив від 98 дим., а в 1653 р. від 43 дим. В кінці 19 ст. до Вильгельма Гольдмана належало там 2,955 дес. Г. було типовою магнацькою резиденцією, був там великий парк, у якому було багато понад 100-літніх дерев і взірцево поставлений овочевий сад. .[4] \| |
| ГОЛОВНИЦЯ, с. Звягельського пов., Корецької вол., над річкою Дубницею. В кінці 19 ст. було там 144 дом. і 975 жит., церква дерев'яна з 1841 р. на місці, де була стара з початку 17 ст. Село положене при шосі Рівне-Новоград Вол. (Звягель). В 1577 р. належало до кн. Корецького, який платив з Г. від 40 дом. і 7 город. В половині 17 ст. належало до кн. Самуїла Корецького, який платив від 98 дим., а в 1653 р. від 43 дим. В кінці 19 ст. до Вильгельма Гольдмана належало там 2,955 дес. Г. було типовою магнацькою резиденцією, був там великий парк, у якому було багато понад 100-літніх дерев і взірцево поставлений овочевий сад. . | |

## Інфраструктура
В селі знаходиться загальноосвітня школа І-ІІІ ступенів (директор Кузьмич Людмила Іванівна), будинок культури, публічно-шкільна бібліотека, фельдшерсько-акушерський пункт, Свято-Іоано-Богословська церква, дитячий садочок «Первоцвіт».

## Економіка
В селі працює ТзОВ «ЕКО-ДАР». Розташоване за адресою вул. Колгоспна 21. Виробляє молокопродукти (в тому числі сир сулугуні копчений «Паличка») на замовлення ТОВ «Браво Сервіс».(Станом на 2024 рік виробництво зупинено).

## Відомі люди

### Народились
- Хамула Валентина Йосипівна — новатор сільськогосподарського виробництва, ланкова колгоспу імені Молотова (імені Леніна) Корецького району Рівненської області. Депутат Верховної Ради УРСР 3-го скликання.